# Radio Vetusta
Radio Vetusta era la emisora municipal de Oviedo. Nació en 1995 con la vocación de informar de todo lo que acontece en la capital del Principado de Asturias.
Sus estudios se encontraban en el Parque Purificación Tomás de Oviedo. 
El programa más seguido de la cadena era "Las Mañanas de Vetusta", presentado en diferentes franjas horarias por Regina Buitrago, Carlos Novoa y Sonia Avellaneda. Además, ONG, asociaciones culturales y demás colectivos sociales fueron parte importante de su programación.
Radio Vetusta ha servido como trampolín para diversos profesionales de medios de comunicación a nivel regional y nacional.
El 31 de agosto de 2008, el Ayuntamiento de Oviedo anunció el cierre de Radio Vetusta. Las razones esgrimidas por el edil de Economía Agustín Iglesias Caunedo para su clausura fueron que "no aportaba nada a la información local" y que "no ha cumplido con las expectativas", aunque primordialmente alegó el alto coste económico de la emisora, con 300.000 euros anuales de la partida presupuestaria.